# James Henry Mays
James Henry Mays, född 29 juni 1868 i Morristown i Tennessee, död 19 april 1926 i Wendell i Idaho, var en amerikansk demokratisk politiker. Han var ledamot av USA:s representanthus 1915–1921.
Mays avlade 1895 juristexamen vid University of Michigan och var verksam som advokat och affärsman. Han flyttade 1896 till Indianapolis och 1902 till Utah.
Mays tillträdde 1915 som kongressledamot och efterträddes 1921 av Elmer O. Leatherwood. Mays avled 1926 gravsattes på Elmwood Cemetery i Gooding i Idaho.